# Moka (Mauritius)
Moka is een district in Centraal-Mauritius. Het is een van de twee districten op het eiland die niet aan zee grenzen. Moka heeft een oppervlakte van 231 vierkante kilometer en had in 2000 ruim 75.000 bewoners. De hoofdstad van het district is de gelijknamige plaats.

## Grenzen
Het district Moka heeft al haar grenzen met vijf andere districten:
- Pamplemousses in het noorden.
- Flacq in het oosten.
- Grand Port in het zuiden.
- Plaines Wilhelms in het westen en het zuidwesten.
- Port Louis in het noordwesten.